# Randagi (gruppo musicale)
I Randagi sono un gruppo thrashcore/crossover formatosi nel 1986 a Napoli.

## Storia
Nato nella scena dei centri sociali italiani, in particolare napoletani come il Tien'a Ment e Officina 99, inizialmente era formato da Ivo Punzo alla voce, Michele Iaccarino alla chitarra, Maurizio Gargiulo al basso e Alessandro Jovine alla batteria.
Dopo la morte di Jovine, il gruppo ingaggia Sandro Laurenzana per sostituirlo. Registrano la demo Tellurica (con altri tre gruppi napoletani della scena underground metal/hardcore: gli Original Gravity, i Desaster e i FuckOrder) e partecipano a varie compilation di musica italiana, ottenendo maggiore visibilità.
Nel 1989, notati dall'etichetta Crime Records e dal produttore inglese Iain Burgess, i Randagi registrano il loro primo album dal titolo Hard States of Consciousness, distribuito dalla Flying Records. Il disco è ben accolto dal pubblico e recensito dai giornali di musica italiani (HM, Metal Shock) e ben presto la band varca il confine italiano per partecipare a vari metal contest europei.
Il secondo disco è Seismic Area e vede al basso Massimiliano Jovine (entrato in formazione subito dopo la realizzazione del primo disco) e all'altra chitarra Karl Demata. Il sound si trasforma e dalle sonorità "oscure" e veloci si arriva ad un suono più moderno e graffiante: il crossover diventa così moshcore e anche nei testi si passa dalle negative, apocalittiche descrizioni di mondi insanguinati da guerre devastanti all'immaginazione di un futuro dove tutto è trasformabile, compreso il destino di ogni uomo.
La band si scioglie nel 1992. Massimiliano Jovine passerà ai 99 Posse, Ivo collabora ai testi dei Capatosta, passando dalla scrittura in inglese all'italiano, Michele Iaccarino collaborerà, nel tempo, con varie formazioni confrontandosi con generi diversi (Black Djembè-afro/funky; SuoniLavici-etnica sud Italia; Salvador Irmao-bossanova/samba), Karl Demata si trasferisce in Inghilterra e Sandro Laurenzana entra negli Undertakers, band grindcore napoletana. 
Il novembre del 2008 vede la riunione dei Randagi alla "Casa Della Musica" (Napoli) e, per l'occasione, la band presenta un brano inedito (La Fuga Dei Cervelli).
Nel 2015 la band si riunisce per comporre nuovi brani, questa volta in puro stile punk/rock hardcore. La musica si fa più semplice ed immediata: brani brevi ed intensi (2-3 minuti) e testi che parlano di potere e società, vita vissuta o semplicemente di stati emotivi personali.
La formazione attuale è composta da Ivo Punzo, Michele Iaccarino, Massimiliano Jovine, Sandro Laurenzana.

## Discografia
- 1989 - Hard States of Consciousness[4]
- 1991 - Seismic Area[5]

## Formazione

### Iniziale
- Ivo Punzo - voce
- Michele Iaccarino - chitarra - basso
- Maurizio Gargiulo - basso
- Alessandro Jovine - batteria

### Altri componenti
- Sandro Laurenzana - batteria
- Massimiliano Jovine - basso
- Karl Demata - chitarra